# Evening Shade (Oklahoma)
Evening Shade és una concentració de població designada pel cens dels Estats Units a l'estat d'Oklahoma. Segons el cens del 2000 tenia 441 habitants.

## Demografia
Segons el cens del 2000, Evening Shade tenia 441 habitants, 192 habitatges, i 130 famílies. La densitat de població era d'11,6 habitants per km².
Dels 192 habitatges en un 21,4% hi vivien nens de menys de 18 anys, en un 56,3% hi vivien parelles casades, en un 7,3% dones solteres, i en un 31,8% no eren unitats familiars. En el 26% dels habitatges hi vivien persones soles el 10,4% de les quals corresponia a persones de 65 anys o més que vivien soles. El nombre mitjà de persones vivint en cada habitatge era de 2,3 i el nombre mitjà de persones que vivien en cada família era de 2,76.
Per edats la població es repartia de la següent manera: un 20,9% tenia menys de 18 anys, un 7,3% entre 18 i 24, un 24,7% entre 25 i 44, un 29,9% de 45 a 60 i un 17,2% 65 anys o més.
L'edat mediana era de 42 anys. Per cada 100 dones de 18 o més anys hi havia 116,8 homes.
La renda mediana per habitatge era de 19.688 $ i la renda mediana per família de 29.706 $. Els homes tenien una renda mediana de 31.563 $ mentre que les dones 18.750 $. La renda per capita de la població era d'11.672 $. Entorn del 24,7% de les famílies i el 35,3% de la població estaven per davall del llindar de pobresa.

## Poblacions més properes
El següent diagrama mostra les poblacions més properes.